# Calendario balinese Saka

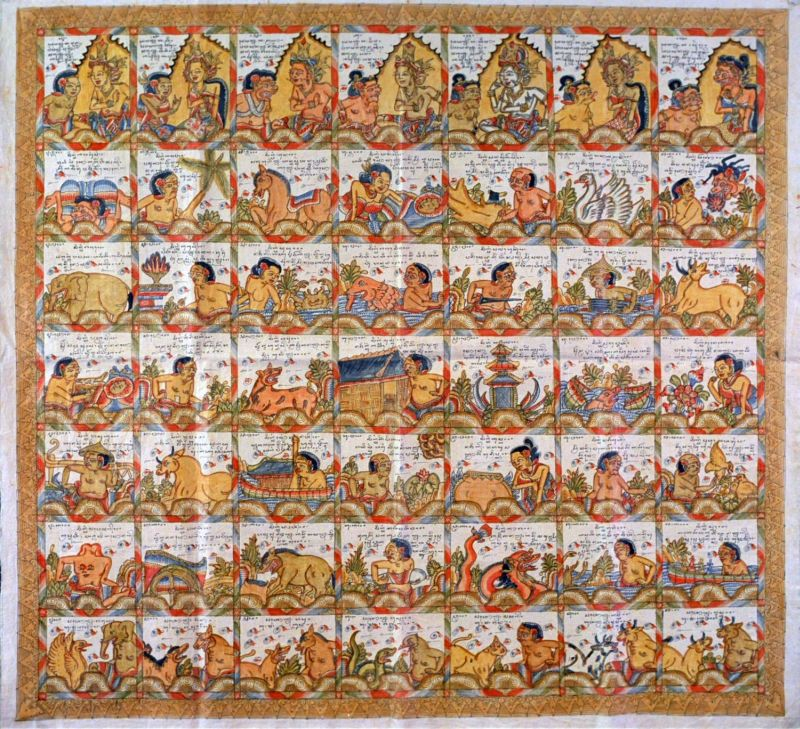
Calendario in cotone con scene tradizionali balinesi. La prima fila superiore, da sinistra a destra, elenca i giorni della settimana. Questi sono rappresentati dalle divinità a cui sono dedicati: domenica:Indra, lunedì: Sri, martedì: Brahma, mercoledì' Wisnu, giovedì: Guru, venerdì: Giri Putri, sabato: Durga.

Il calendario saka balinese o  calendario saliwahana, è un calendario syamsiah-kamariah (lunisolare) di 354/355 giorni. Viene regolarmente utilizzato con il 
calendario pawaron, della durata di soli 210 giorni. Servono entrambi per la datazione di tutte le celebrazioni religiose induiste dell’isola di Bali in Indonesia.

## Storia
L'origine del calendario saka balinese è indiana e fu introdotto in tutti i paesi a credo induista nell’anno gregoriano 78, primo anno dell’era Saka. Era usato per i decreti reali già nel IX secolo d.C.. Lo stesso calendario era usato sull’isola di Giava fino a quando il Sultan Agung lo sostituì con il calendario giavanese nel 1633.
A Bali viene tuttora utilizzato, ma con delle varianti rispetto a quello indiano. Con il calendario pawukon, viene utilizzato per il calcolo preciso delle festività religiose.

## Il calendario
Basato sul calendario lunare, l'anno saka è composto da sasih dodici mesi, di 30 giorni ciascuno. Tuttavia, poiché il ciclo lunare è leggermente inferiore a 30 giorni e l'anno lunare dura 354 o 355 giorni, il calendario viene regolato per evitare che non sia sincronizzato con i cicli lunari o solari. Il calendario si basa sulla posizione del sole e della luna contemporaneamente e per i suoi calcoli viene fatta un compromesso. Si è convenuto che: 1 giorno chandra = 1 giorno surya, 1 giorno lunare non equivale alla durata di 1 giorno solare. I mesi vengono adeguati assegnando due giorni  chandra lunari a un giorno surya  solare ogni 9 wuku settimane (ogni 63 giorni). Questo giorno si chiama ngunalatri, che in sanscrito significa "meno una notte". Non è difficile da applicare in teoria aritmetica e il grado di precisione è abbastanza buono, basta un giorno bisestile ogni cento anni.
Per evitare che il calendario saka si discosti eccessivamente dall'anno solare, come accade nel calendario islamico, si è creato il mese aggiuntivo, il mala mese intercalare. Viene interposto o tra il l'undicesimo ed il dodicesimo mese col nome di Mala Jyestha  o dopo il 12° mese col nome “Mala Sadha”.
Ogni mese inizia il giorno dopo la luna nuova e ha 15 giorni di luna crescente fino alla purnama luna piena, poi 15 giorni di tilem luna calante, che termina con la luna nuova. Entrambi i gruppi di giorni sono numerati da 1 a 15. Il primo giorno dell'anno è solitamente il giorno successivo alla prima luna nuova di marzo
|    | Mese saka balinese | Durata | Mese gregoriano           |
| -- | ------------------ | ------ | ------------------------- |
| 1  | Kasa               | 30     | 22 giugno- 21 luglio      |
| 2  | Karo               | 29     | 22 luglio- 21 agosto      |
| 3  | Katiga             | 30     | 22 agost- 20 settembre    |
| 4  | Kapat              | 29     | 21 settembre - 20 ottobre |
| 5  | Kalima             | 30     | 22 ottobre - 20 novembre  |
| 6  | Kanem              | 29     | 21 novembre - 21 dicembre |
| 7  | Kapitu             | 30     | 22 dicembre - 20 gennaio  |
| 8  | Kawalu             | 29/30  | 21 gennaio- 19 febbraio   |
| 9  | Kasanga            | 29/30  | 20 febbraio- 22 marzo     |
| 10 | Kadasa             | 29     | 23 marzo- 21 aprile       |
| 11 | Jyestha            | 30     | 22 aprile- 22 maggio      |
| 12 | Sadha              | 29     | 23 maggio- 21 giugno      |

## Le maggiori festività balinesi
A Bali le festività religiose sono giornaliere tra pubbliche e private. Si celebrano nelle case, nei templi, per le strade e sulle spiagge e sono sempre accompagnate da offerte sacre e incenso.
| Celebrazione             | Durata    | Descrizione |
| ------------------------ | --------- | --- |
| Nyepi                    | 6 giorni  | È il capodanno balinese del calendario saka. |
| Galungan-Kuningan        | 13 giorni | Celebrazione del trionfo del dharma (il bene) sull’adharma (il male), si celebra ogni 210 giorni.                                                                                             |
| Siwa ratri               | 3 giorni  | La notte di Shiva, dio della distruzione, si celebra durante il tilem kepitu (la luna nera) del settimo mese saka.                                                                            |
| Il festival di Saraswati | 3 giorni  | Il festival di Sarasvati, dea indù della conoscenza. Si festeggia il sabato di ogni 105 giorni, ogni sesto mese del calendario pawukon.                                                       |
| Pagerwesi                | 3 giorni  | La celebrazione della saggezza, si festeggia tre giorni dopo il festival di Sarawati. |
| Odalam                   | 1 giorno  | La celebrazione dell’anniversario di costruzione di ogni templio sul territorio balinese. Bali possiede oltre 4500 templi, ciò significa che ogni giorno ci sono decine di odalam sull’isola. |
| Malukat                  | 1         | I malukat sono rituali di purificazione. Si celebra tutti i mesi dell’anno, durante i primi tre giorni di luna nuova e quello di luna piena.                                                  |

Le festività private sono anch’esse molto importanti nella società balinese e spaziano dalle celebrazioni delle nascite, ai matrimoni ed ai funerali. Ci sono le celebrazioni di benedizione degli oggetti privati che differiscono per tipo, grandezza e valore. I balinesi praticano con frequenza regolare incantesimi, esorcismi e magie varie che hanno rituali precisi.
Ogni evento privato viene effettuato secondo regole precise collegate a date e giorni dei calendari locali. Tutte hanno delle durate più o meno lunghe e sono complesse.